# Frontière entre la Norvège et l'Union européenne

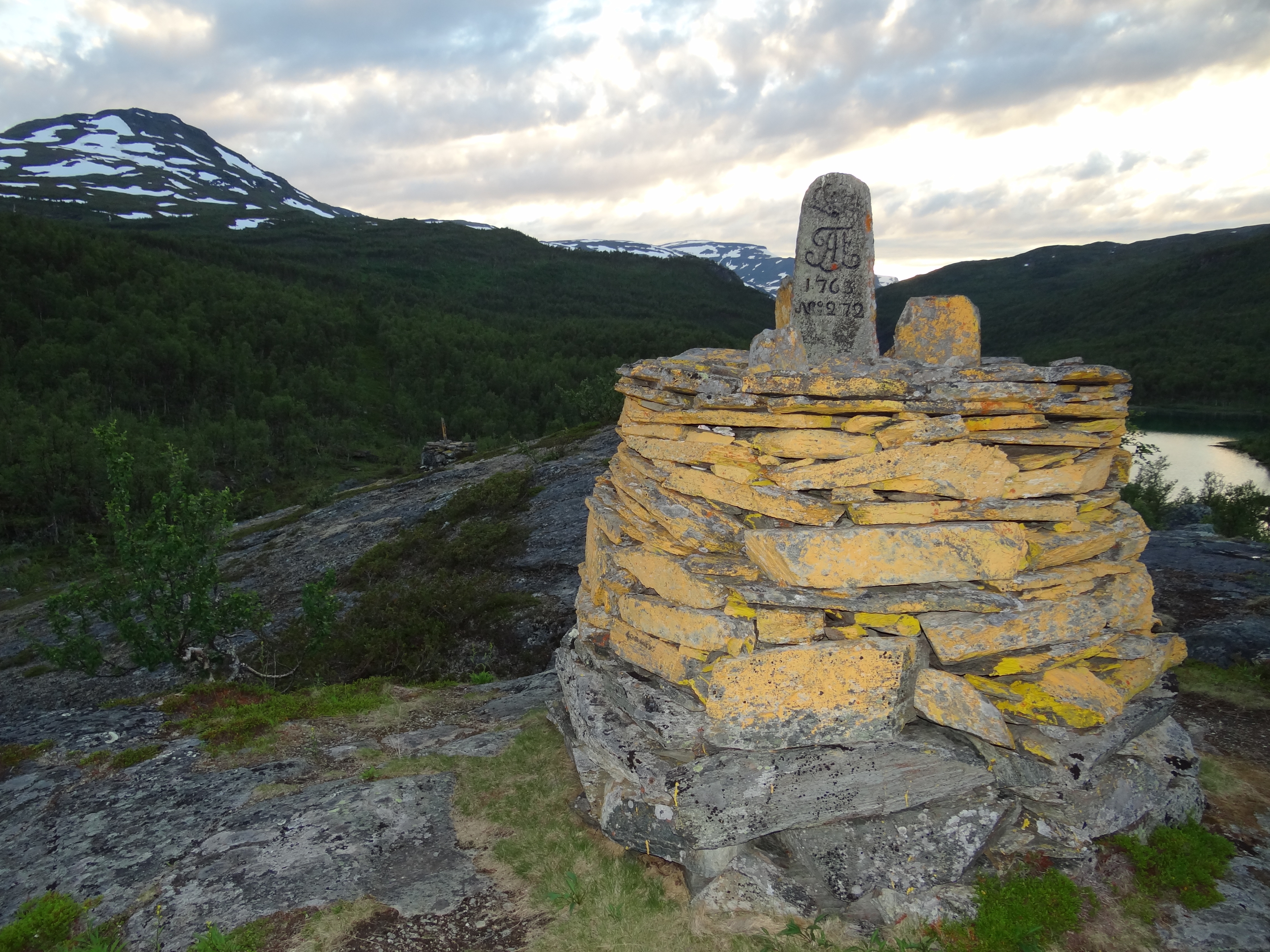
Marqueur de frontière posé en 1763 entre la Norvège et la Suède.

La frontière entre la Norvège et l'Union européenne est la frontière séparant la Norvège de la Finlande et de la Suède, pays membres de l'Union européenne depuis leur adhésion en 1995. Elle est longue de 2 375 kilomètres. 
Les trois pays faisant tous trois partie de l'Union nordique des passeports, les déplacements peuvent se faire sans passeport entre eux depuis 1958. Des accords sont passés avec l'UE concernant les visas lors de l'entrée effective de la Norvège dans l'espace Schengen en mars 2001, les contrôles frontaliers sont alors supprimés.